# Saint-Jean-de-Vaulx
Saint-Jean-de-Vaulx è un comune francese di 563 abitanti situato nel dipartimento dell'Isère della regione dell'Alvernia-Rodano-Alpi.

## Società

### Evoluzione demografica
Abitanti censiti